# 14826 Nicollier
14826 Nicollier è un asteroide della fascia principale. Scoperto nel 1985, presenta un'orbita caratterizzata da un semiasse maggiore pari a 3,0796397 UA e da un'eccentricità di 0,2564551 inclinata di 2,32446° rispetto all'eclittica.